# HC 19 Humenné
Le HC 19 Humenné est un club de hockey sur glace de Humenné en Slovaquie. Il évolue dans la 1.liga.

## Historique
Le club est créé en 2019. En 2020, il est promu dans la 1.liga, le deuxième niveau slovaque.

## Palmarès
- 1.liga : 2023.